# Anomala chloropus
Anomala chloropus är en skalbaggsart som beskrevs av Gilbert John Arrow 1917. Anomala chloropus ingår i släktet Anomala och familjen Rutelidae. Inga underarter finns listade i Catalogue of Life.